# Royaume de Germanie
Pour les articles homonymes, voir Germanie (homonymie).
10 novembre 911 – 6 août 1806
(894 ans, 8 mois et 27 jours)
Entités précédentes :
- Francie orientale

Entités suivantes :
- Empire d'Autriche
- Confédération du Rhin
- Royaume de Prusse
- Empire français

Le royaume de Germanie est un terme historiographique mais néanmoins anachronique qui se réfère aux États du Saint-Empire romain issus de la Francie orientale au Xe siècle. La partie Est de l'Empire carolingien, un royaume constitué dans le cadre du partage de Verdun en 843, ne fut jamais entièrement franque ; elle regroupait l'ancienne Austrasie et également les « duchés ethniques » des Saxons, des Bavarii, des Thuringes et des Alamans. 
Lorsque la branche orientale des Carolingiens s'éteignit en 911 et que la couronne passa en 919 à une dynastie non-franque, les Ottoniens, le terme royaume des Teutons ou royaume teutonique (en latin : regnum Teutonicorum ou regnum Teutonicum) fut utilisé postérieurement pour distinguer ce changement par rapport à la période franque. La titulature reste Rex Francorum orientalium, soit "roi de Francie orientale", avant de devenir Roi des Romains par la suite.

## Terminologie
Le terme « royaume de Germanie » (au sens institutionnel du terme) n'est cependant jamais mentionné dans les textes. Cette titulature n'a jamais existé dans l'Europe médiévale mais est venue plus tardivement. Il s'agit d'une interprétation postérieure de l'historiographie allemande, au XIXe siècle notamment, pour légitimer un Empire allemand dont l'identité nationale était récente. 
Louis II, roi de Francie orientale à partir de 843, fut surnommé rex Germaniae dans certaines sources contemporaines en référence à la Germanie (Germania Magna), terme utilisé à l'époque antique pour le territoire historique des Germains à l'est du Rhin. L'épithète le Germanique est une invention des
générations ultérieures. 

Carte du Saint-Empire vers l'an 1000, avec les duchés de l'ancienne Francie orientale en vert

Après l'extinction des Carolingiens dans la Francie orientale en 911, les ducs élurent un des leurs, Conrad de Franconie, comme roi. En mai 919, le duc de Saxe, Henri Ier, issu de la dynastie des Ottoniens, devient son successeur. La titulature de son fils Otton Ier, couronné roi le 7 août 936 à Aix-la-Chapelle, était encore rex Francorum orientalium. Il a déjà été couronné empereur en 962, puis c'est son fils, Otton II qui prit le titre supplémentaire de Romanorum imperator augustus. La Bulle d'or de 1356 énonce comme titulature roi des Romains (rex Romanorum) avant le couronnement (en plus du titre précédent, en l'espèce pour Charles IV, roi de Bohème puis empereur des Romains) puis après celui-ci Saint empereur romain.
Le terme teutonicus, une latinisation de vieux haut allemand : diutisc (tudesque, en allemand : deutsch) est derivé de diot significant « peuple ». En ce sens, il fut utilisé tant par les partisans d'Otton Ier rassemblant les tribus des Franconiens, des Saxons, des Alamans (Souabes) et des Bavarois à la bataille de Lechfeld en 955 pour forger une identité propre distincte à la Francie précédente, que par les oppositions diverses aux empereurs pour nier leur légitimité à succéder à l'Empire carolingien.
Si des auteurs postérieurs ont voulu déceler dans le royaume franc ottonien un « royaume de Germanie », l'expression regnum Teutonicum, se référant à la partie de l'Empire au nord des Alpes distinct du royaume d'Italie, est par contre avérée depuis le XIe siècle. Dès le sacre d'Otton en tant qu'empereur des Romains, la Francie orientale était définitivement intégrée dans le Saint-Empire romain. Plus tard, pendant la querelle des Investitures, la curie romaine, notamment le pape Grégoire VII pour sa part, utilisait le terme de rex Teutonicorum de manière dégradante pour exprimer que l'empereur est le subordonné du souverain pontife, car il n'est qu'un laïc.
En tant que partie du Saint-Empire, le regnum Teutonicum sous l'administration des princes-archevêques de Mayence en qualité d'archichanceliers existait jusqu'à la dissolution en 1806.